# 1982年美國職棒大聯盟選秀
1982年美國職棒大聯盟選秀為大聯盟第18屆選秀。芝加哥小熊的沙翁·登斯頓為該年的首輪選秀狀元。

## 第一輪選秀
圖示
|  | 入選美國職棒大聯盟全明星賽的球員     |
|  | 入選美國國家棒球名人堂暨博物館的球員 |

| 順位 | 球員                            | 球隊             | 位置   | 畢業學校                   |
| 1    | 沙翁·鄧斯頓                     | 芝加哥小熊       | 游擊手 | 湯瑪斯·傑佛遜高中          |
| 2    | 奧吉·施密特                     | 多倫多藍鳥       | 游擊手 | 紐奧良大學                 |
| 3    | 吉米·瓊斯                       | 聖地牙哥教士     | 右投   | 湯瑪斯·傑佛遜高中          |
| 4    | 布萊恩·歐爾克斯                 | 明尼蘇達雙城     | 左投   | 衛奇塔州立大學             |
| 5    | 德懷特·古登                     | 紐約大都會       | 右投   | 希爾斯伯洛高中             |
| 6    | 史派克·歐文                     | 西雅圖水手       | 游擊手 | 德州大學奧斯汀分校         |
| 7    | 山姆·卡利法                     | 匹茲堡海盜       | 游擊手 | 薩華羅高中                 |
| 8    | 鮑伯·基珀                       | 加州天使         | 左投   | 中央極光天主高中           |
| 9    | 杜恩·瓦德                       | 亞特蘭大勇士     | 右投   | 法明頓高中                 |
| 10   | 約翰·莫里斯                     | 堪薩斯市皇家     | 外野手 | 薛頓賀爾大學               |
| 11   | 史蒂夫·史坦尼西克               | 舊金山巨人       | 一壘手 | 內布拉斯加大學林肯分校     |
| 12   | 馬克·史奈德                     | 克里夫蘭印地安人 | 右投   | 貝爾登高中                 |
| 13   | 約翰·羅素                       | 費城費城人       | 捕手   | 奧克拉荷馬大學             |
| 14   | 羅恩·卡科維斯                   | 芝加哥白襪       | 捕手   | 布恩高中                   |
| 15   | 史蒂夫·史溫                     | 休士頓太空人     | 外野手 | 葛拉斯蒙特高中             |
| 16   | 森姆·霍恩                       | 波士頓紅襪       | 一壘手 | 摩斯高中                   |
| 17   | 湯尼·伍茲                       | 芝加哥小熊       | 游擊手 | 惠蒂爾學院                 |
| 18   | 羅伯·帕金斯                     | 波士頓紅襪       | 右投   | 塞瑞托斯高中               |
| 19   | 法蘭克林·史塔布斯 （ 英语 ： Franklin Stubbs） | 洛杉磯道奇       | 一壘手 | 維吉尼亞理工學院暨州立大學 |
| 20   | 瑞奇·蒙特萊昂內                 | 底特律老虎       | 右投   | 坦帕天主高中               |
| 21   | 陶德·沃瑞爾                     | 聖路易紅雀       | 右投   | 拜歐拉大學                 |
| 22   | 史考特·瓊斯                     | 辛辛那提紅人     | 左投   | 南辛斯戴爾高中             |
| 23   | 比利·霍利                       | 辛辛那提紅人     | 右投   | 布魯克蘭德·凱斯高中        |
| 24   | 喬·庫查斯基                     | 巴爾的摩金鶯     | 右投   | 南加州大學                 |
| 25   | 戴爾·史威姆                     | 密爾瓦基釀酒人   | 游擊手 | 皮諾爾谷高中               |
| 26   | 傑夫·雷德貝特                   | 波士頓紅襪       | 一壘手 | 佛羅里達州立大學           |
| 27   | 史丹·波德瑞克                   | 芝加哥小熊       | 外野手 | 羅賓森高中                 |
| 28   | 羅伯特·瓊斯                     | 辛辛那提紅人     | 一壘手 | 東普羅維索高中             |

## 補償選秀
1. ↑  因德州遊騎兵簽下自由球員法蘭克·塔拿納而得到補償選秀
2. ↑  因蒙特婁博覽會簽下自由球員提姆·布萊克威爾而得到補償選秀
3. ↑  因紐約洋基簽下自由球員戴夫·柯林斯而得到補償選秀
4. ↑  因奧克蘭運動家簽下自由球員喬·魯迪而得到補償選秀
5. ↑  因提姆·布萊克威爾轉隊而得到補償選秀
6. ↑  因戴夫·柯林斯轉隊而得到補償選秀

## 其他著名球員
- 大衛·威爾斯, 第2輪, 30順位被多倫多藍鳥選走
- 艾蘭·安德森（英语：Allan Anderson (baseball)）, 第2輪, 32順位被明尼蘇達雙城選走
- 貝瑞·邦茲, 第2輪, 39順位被西雅圖水手選走, 但未簽約
- 蘭斯·麥考勒斯（英语：Lance McCullers）, 第2輪, 41順位被費城費城人選走
- 博·傑克遜, 第2輪, 50順位被紐約洋基選走, 但未簽約
- 貝瑞·拉金, 第2輪, 51順位被辛辛那提紅人選走, 但未簽約
- 史蒂夫·昂提維洛斯（英语：Steve Ontiveros (pitcher)）, 第2輪, 54順位被奧克蘭運動家選走
- 吉米·基伊, 第3輪, 56順位被多倫多藍鳥選走
- 羅傑·麥克道威爾（英语：Roger McDowell）, 第3輪, 59順位被紐約大都會選走
- 贊恩·史密斯（英语：Zane Smith (baseball)）, 第3輪, 63順位被亞特蘭大勇士選走
- 肯尼·威廉斯（英语：Kenny Williams (baseball)）, 第3輪, 68順位被芝加哥白襪選走
- 麥克·格林威爾（英语：Mike Greenwell）, 第3輪, 72順位被波士頓紅襪選走
- 丹·帕斯庫亞（英语：Dan Pasqua）, 第3輪, 76順位被紐約洋基選走
- 柯克·麥卡斯基爾（英语：Kirk McCaskill）, 第4輪, 88順位被加州天使選走
- 藍迪·強森, 第4輪, 89順位被亞特蘭大勇士選走, 但未簽約
- 威爾·克拉克, 第4輪, 90順位被堪薩斯市皇家選走, 但未簽約
- 麥克·麥達克斯（英语：Mike Maddux）, 第5輪, 119順位被費城費城人選走
- 史蒂夫·布薛利（英语：Steve Buechele）, 第5輪, 122順位被德州遊騎兵選走
- B·J·瑟霍夫, 第5輪, 128順位被紐約洋基選走, 但未簽約
- 查理·歐布萊恩（英语：Charlie O'Brien）, 第5輪, 132順位被奧克蘭運動家選走
- 帕特·博德斯（英语：Pat Borders）, 第6輪, 134順位被多倫多藍鳥選走
- 艾爾文·戴維斯, 第6輪, 138順位被西雅圖水手選走
- 泰瑞·潘德爾頓, 第7輪, 179順位被聖路易紅雀選走
- 鮑比·威特, 第7輪, 181順位被辛辛那提紅人選走, 但未簽約
- 米契·威廉斯（英语：Mitch Williams）, 第8輪, 187順位被聖地牙哥教士選走
- 拉斐爾·帕梅洛, 第8輪, 189順位被紐約大都會選走, 但未簽約
- 馬克·麥克萊摩爾（英语：Mark McLemore）, 第9輪, 218順位被加州天使選走
- 湯姆·布朗寧（英语：Tom Browning）, 第9輪, 233順位被辛辛那提紅人選走
- 皮特·英卡維格里亞（英语：Pete Incaviglia）, 第10輪, 247順位被舊金山巨人選走, 但未簽約
- 文斯·柯爾曼（英语：Vince Coleman (baseball)）, 第10輪, 257順位被聖路易紅雀選走
- 華特·韋斯（英语：Walt Weiss）, 第10輪, 260順位被巴爾的摩金鶯選走, 但未簽約
- 羅布·迪波（英语：Rob Dibble）, 第11輪, 283順位被聖路易紅雀選走, 但未簽約
- 比利·瑞普肯（英语：Billy Ripken）, 第11輪, 286順位被巴爾的摩金鶯選走
- 厄班·梅耶（英语：Urban Meyer）, 第13輪, 323順位被亞特蘭大勇士選走
- 荷西·坎塞柯, 第15輪, 392順位被奧克蘭運動家選走
- 弗瑞迪·岡薩雷茲（英语：Fredi González）, 第16輪, 414順位被紐約洋基選走
- 查克·克林姆（英语：Chuck Crim）, 第17輪, 443順位被密爾瓦基釀酒人選走
- 吉姆·莫里斯（英语：Jim Morris）, 第18輪, 466順位被紐約洋基選走, 但未簽約
- 布瑞特·塞伯海金, 第19輪, 480順位被堪薩斯市皇家選走
- 鮑伯·派特森（英语：Bob Patterson (baseball)）, 第21輪, 524順位被聖地牙哥教士選走
- 吉姆·德夏斯（英语：Jim Deshaies）, 第21輪, 542順位被紐約洋基選走
- 麥克·瑞佐（英语：Mike Rizzo (baseball)）, 第22輪, 554順位被加州天使選走
- 吉姆·寇爾西（英语：Jim Corsi (baseball)）, 第25輪, 642順位被紐約洋基選走
- 麥克·海尼曼（英语：Mike Henneman）, 第27輪, 672順位被多倫多藍鳥選走, 但未簽約
- 蘭斯·強森（英语：Lance Johnson）, 第31輪, 760順位被西雅圖水手選走, 但未簽約
- 布魯斯·魯芬（英语：Bruce Ruffin (baseball)）, 第31輪, 766順位被費城費城人選走, 但未簽約
- 戴爾·柯瑞, 第37輪, 810順位被德州遊騎兵選走, 但未簽約
- 羅德尼·卡特（英语：Rodney Carter）, 第38輪, 813順位被德州遊騎兵選走, 但未簽約
- 肯尼·羅傑斯, 第39輪, 816順位被德州遊騎兵選走
- 戴夫·馬丁尼茲（英语：Dave Martinez）, 第40輪, 819順位被德州遊騎兵選走, 但未簽約

## 外部連結
- MLB.com - 1982 Draft Tracker (all rounds)
- MLB.com - Draft History （页面存档备份，存于）
- Complete draft list from The Baseball Cube database （页面存档备份，存于）

| 前任： 麥克·摩爾 | 選秀狀元 沙翁·鄧斯頓 | 繼任： 提姆·貝爾契爾 |